# Kameleontfrölöpare
Kameleontfrölöpare, Harpalus affinis är en skalbaggsart som beskrevs av Franz Paula von Schrank, 1781. Kameleontfrölöpare ingår i släktet Harpalus och familjen jordlöpare. Arten är reproducerande i Sverige. Inga underarter finns listade i Catalogue of Life.

## Bildgalleri

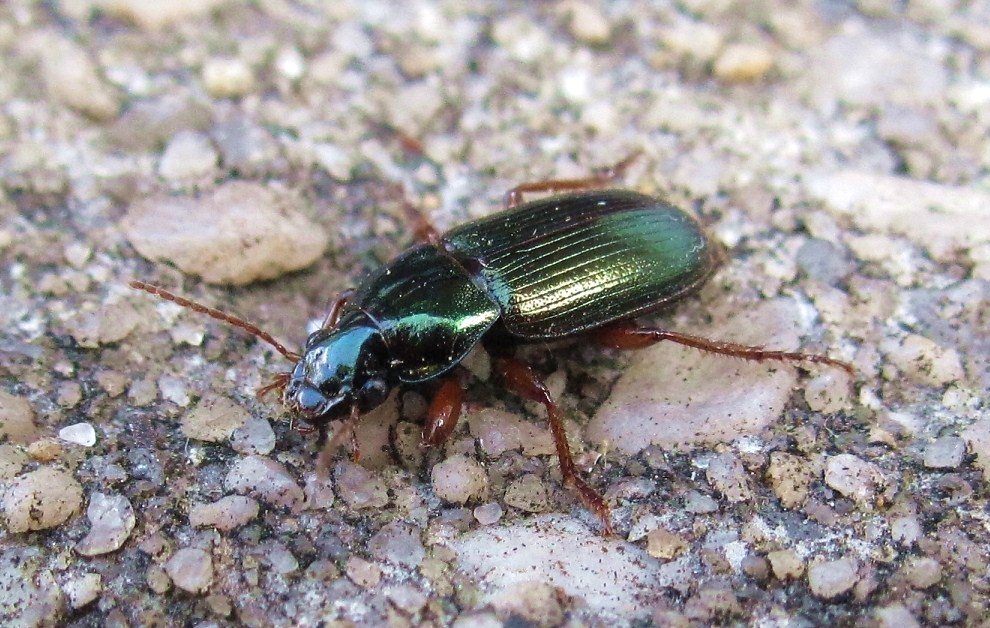
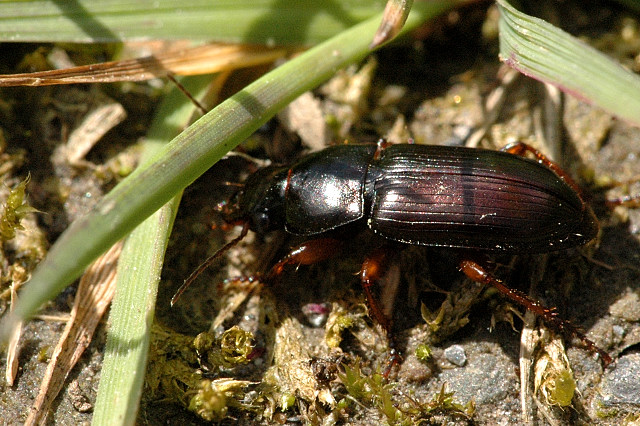
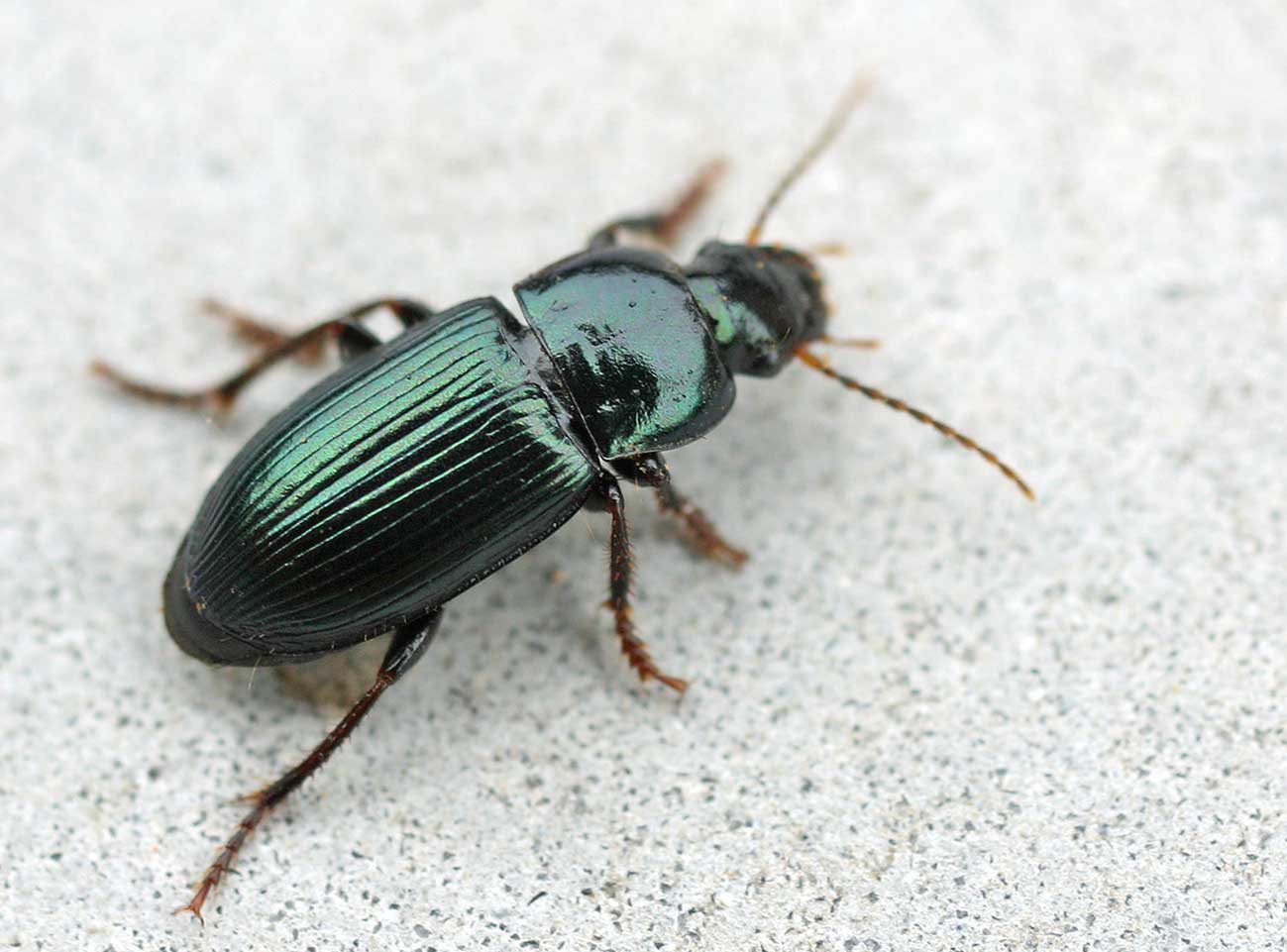
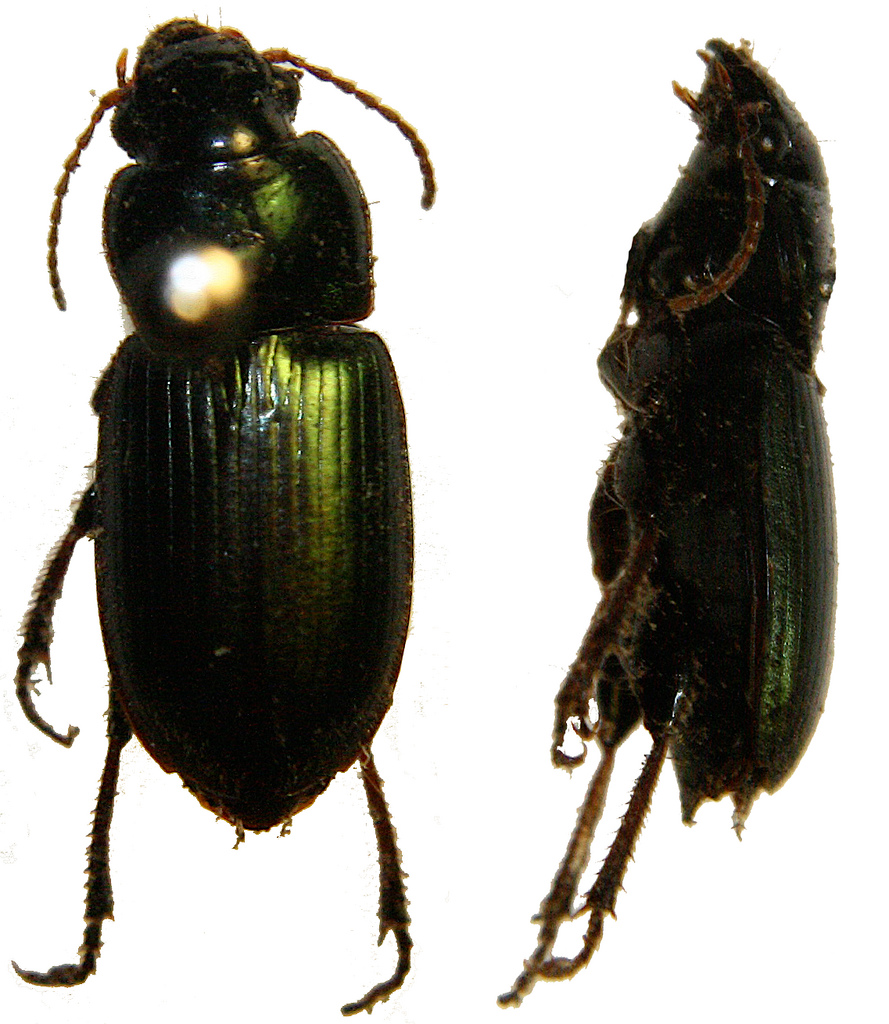
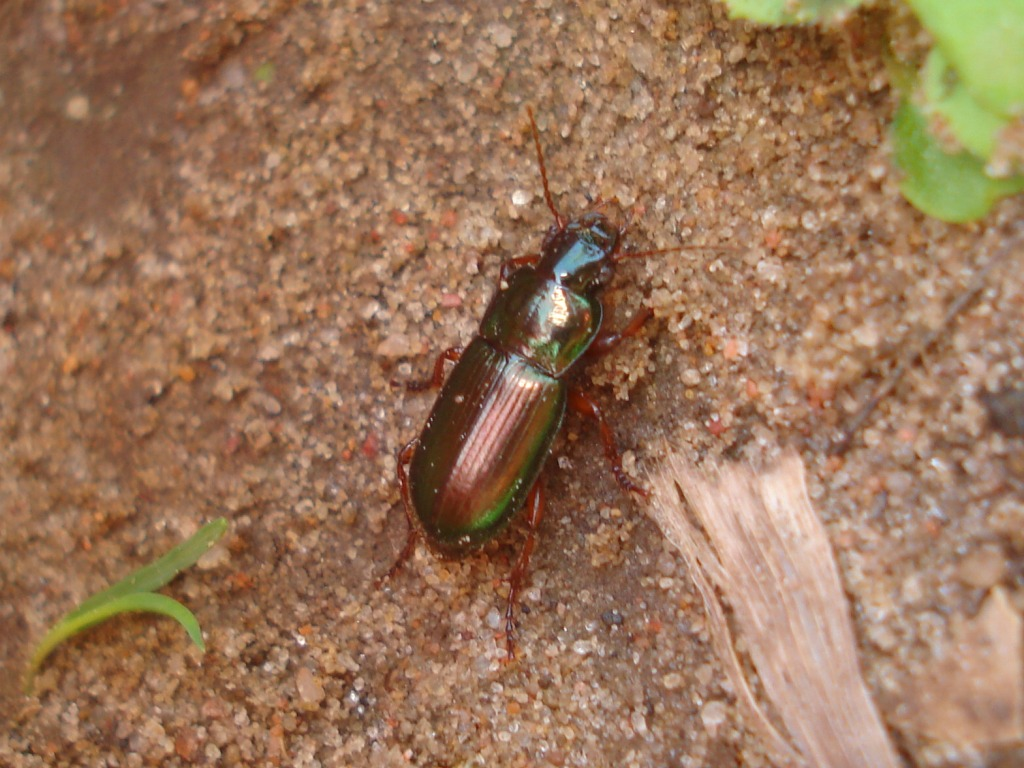
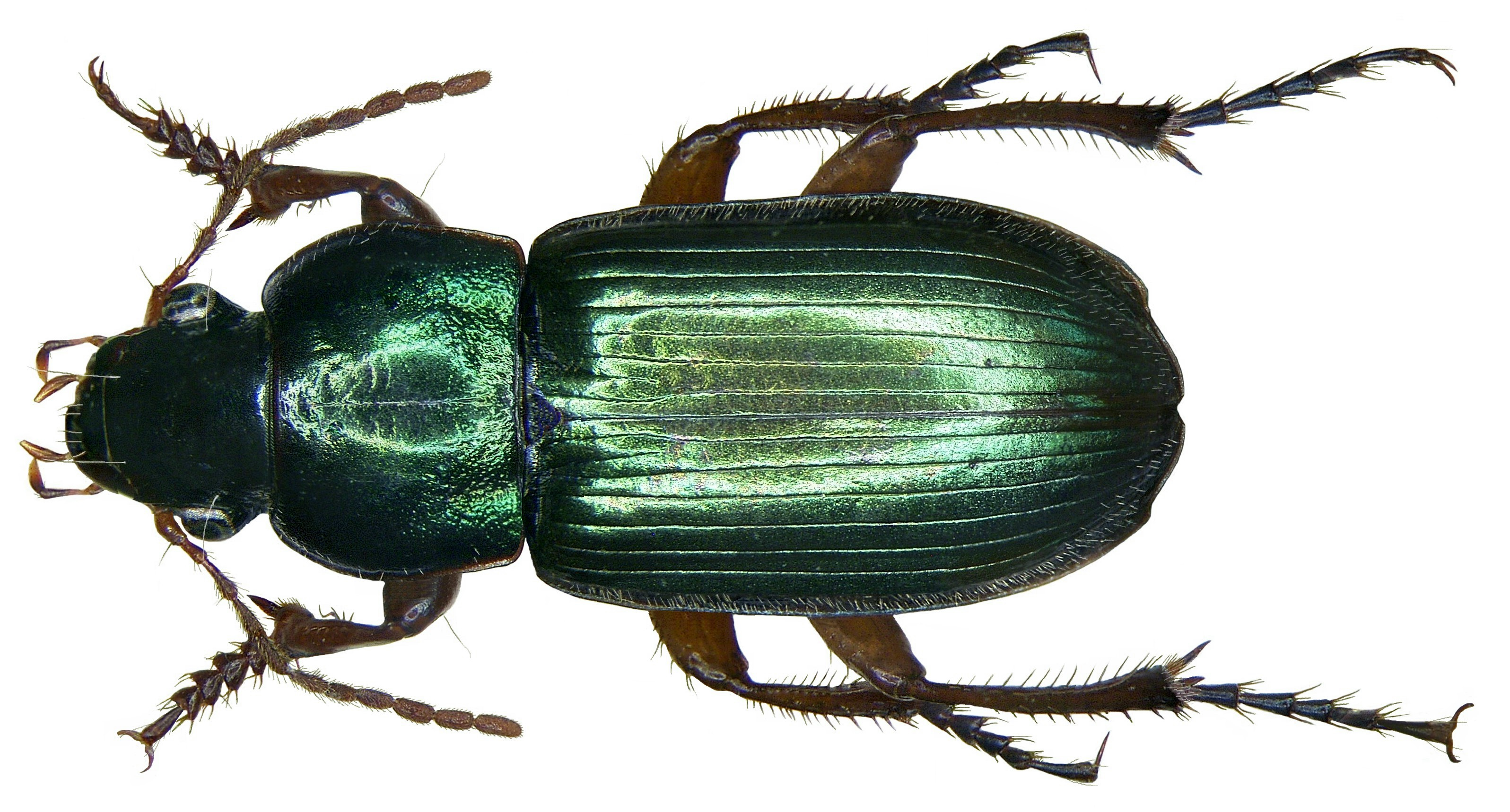